# James Turner Barclay

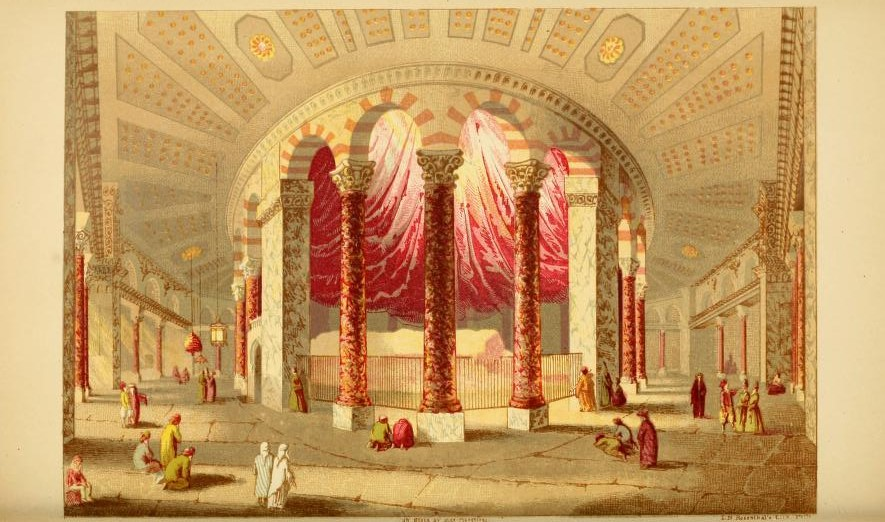
Innenansicht des Felsendoms, The City of the Great King, S. 495.

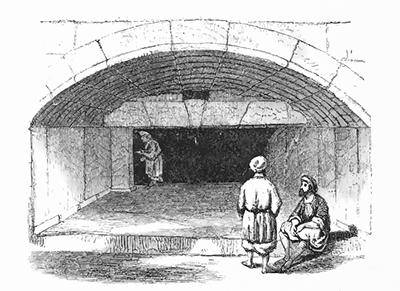
Blick in die Buraq-Moschee auf dem Tempelberg, The City of the Great King, S. 490.

James Turner Barclay (* 22. Mai 1807 im King William County, Virginia; † 20. Oktober 1874 in Bethany, Brooke County, West Virginia) war ein US-amerikanischer Missionar und Palästinaforscher.

## Leben
James Turner Barclay war eines von vier Kindern der Eheleute Robert Barclay und Sarah Coleman Turner. 1809 ertrank Robert Barclay im Rappahannock River, und die Witwe heiratete John Harris, einen reichen Baumwollhändler und Besitzer großer Landgüter in Albemarle County.
Er ermöglichte seinem Stiefsohn James Turner Barclay ein Medizinstudium an der Universität von Pennsylvania, das er 1828 mit dem Grad eines PhD abschloss. 1830 heiratete er Julia Ann Sowers. Das Paar ließ sich in Charlottesville nieder, wo James Turner Barclay eine Apotheke betrieb und sich der Entwicklung von Medikamenten widmete.
1831 kaufte er Monticello, den Landsitz Thomas Jeffersons, und führte dort viel kritisierte Veränderungen durch, um eine Seidenraupenzucht zu beginnen. Schon 1836 war er aus finanziellen Gründen gezwungen, den Landsitz an Uriah Levy zu verkaufen.
Barclay hatte sich schon seit seiner Heirat dem Presbyterianismus zugewandt. Er wurde zunehmend religiöser, schloss sich der als Aufbruchsbewegung aus dem Presbyterianismus hervorgehenden Disciples of Christ Church an und wurde Prediger dieser Kirche in Scottsville. Die rasch wachsende Disciples of Christ Church entsandte Barclay von 1851 bis 1854 als ihren ersten Auslandsmissionar nach Jerusalem.
Barclay sah in der Zuwanderung von Juden nach Palästina ein Zeichen der Endzeit und wollte an der Heilsgeschichte mitwirken, indem er diese religiösen Juden in Jerusalem für Jesus Christus gewann (Millenarismus). Zu seiner Enttäuschung stieß er dabei auf Ablehnung und konnte nur wenige Personen taufen. So war er vorwiegend als Mediziner tätig und behandelte vor allem Malariafälle. Er begann mit geographischen und archäologischen Studien, auch unterstützte er Edward Robinson bei dessen Forschung.
Einer seiner Patienten war ein türkischer Architekt, der Reparaturarbeiten am Felsendom durchführte. So erhielt Barclay die Gelegenheit, als dessen Assistent auf dem Haram esch-Scharif herumzustreifen und Zeichnungen und Messungen anzufertigen. Finanzielle Gründe führten zum Abbruch der ersten Palästinamission.
Zurück in den Vereinigten Staaten, fand Barclay wegen seiner metallurgischen Kenntnisse eine Anstellung bei der Münzstätte von Philadelphia.
1857 veröffentlichte Barclay das umfangreiche Werk The City of the Great King. Den Illustrationen liegen Barclays Fotografien und Zeichnungen zugrunde. Im gleichen Jahr kehrte Barclay mit seiner Familie für weitere acht Jahre nach Jerusalem zurück. Ab 1868 unterrichtete er Naturwissenschaften am Bethany College in West Virginia, einer Einrichtung der Disciples of Christ Church. Seinen Lebensabend verbrachte er als Prediger in Alabama.
Barclays Grab befindet sich auf dem Campbell Cemetery in Bethany, Brooke County, West Virginia.

## Forschungen in Jerusalem
Barclay ist bekannt als Erforscher des nach ihm benannten Barclay-Tores, eines antiken Zugangs zum Jerusalemer Tempel. Er entdeckte 1848, vom Haram kommend, den Türsturz des großen herodianischen Tempeltores. Dieser befindet sich nördlich der Rampe zum Maghrebinertor. „Es ist direkt unterhalb des heutigen Mugaribeh-Tors, und der größte Teil davon ist gegenwärtig verdeckt durch das Haus des Stadtschreibers Abu Seul Effendi. 20 Fuß und zwei Inches des Türsturzes sind heute sichtbar, und 6 Fuß 9 Inches ist seine Breite; das ist wahrscheinlich nur die halbe ursprüngliche Breite. Dieser Türsturz befindet sich nur etwa vier Fuß über dem jetzigen Bodenniveau...“
Während der Zeit, in der er Zutritt zum Haram hatte, schreibt Barclay weiter, entdeckte er in direkter Nachbarschaft zu diesem antiken Türsturz einen Teil einer geschlossenen Toranlage in der Buraq-Moschee; doch die Wächter der heiligen Stätte seien so unruhig wegen seiner Anwesenheit dort gewesen, dass es ihm ratsam schien, nur eine hastige Skizze anzufertigen und nie wiederzukommen. In der Tat konnte man in der Antike durch einen Stollen mit Treppe vom Barclay-Tor auf die Höhe der herodianischen Tempelplattform aufsteigen. Im frühen 14. Jahrhundert wurde dieser Stollen im Westen vermauert und in die kleine Buraq-Moschee umgewandelt.
Im Winter 1854 untersuchte Barclay die Zedekia-Höhle im Norden der Altstadt von Jerusalem und beschrieb sie erstmals ausführlicher.

## Veröffentlichung
- The City of the Great King, or Jerusalem as It Was, and It Is, and as It Is To Be. Philadelphia 1857 (Reprint New York 1977) archive.org